# Červený potok (přítok Divoké Orlice)
Červený potok (polsky Czerwony Strumień, německy Rothflössel) je horský potok v Orlické oblasti Bystřických hor, v Dolnoslezském vojvodství v Polsku, na území historického Kladska. Potok o délce asi 7 km patří do úmoří Severního moře a je levým přítokem řeky Divoká Orlice.

## Průběh toku
Pramen se nachází v nadmořské výšce 706 m, na úbočí hory Kamyk v Bystřických horách, severovýchodně od obce Kamieńczyk. Potok ve svém horním toku protéká širokým údolím neobývanou vesnicí Czerwony Strumień. V dolním toku teče potok částečně lesem ve směru na obec Lesica, kde se v nadmořské výšce 510 m u hranice s Českou republikou v prostoru Zemské brány vlévá do Divoké Orlice.